# Jasmine Camacho-Quinn
Jasmine Camacho-Quinn (ur. 21 sierpnia 1996 w Charleston) – portorykańska lekkoatletka specjalizująca się w biegach płotkarskich.
Złota medalistka młodzieżowych mistrzostw strefy NACAC (2016). W tym samym roku reprezentowała Portoryko na igrzyskach olimpijskich w Rio de Janeiro, podczas których zajęła 3. miejsce w rundzie eliminacyjnej, a w półfinale została zdyskwalifikowana i nie awansowała do finału. W 2021 została w Tokio mistrzynią olimpijską. Rok później stanęła na najniższym stopniu podium mistrzostw świata w Eugene. Podczas mistrzostw świata 2023 w lekkoatletyce w Budapeszcie zdobyła srebrny medal w biegu na 100 metrów przez płotki. Brązowa medalistka igrzysk olimpijskich w Paryżu (2024).
Jej brat, Robert Quinn, jest zawodnikiem futbolu amerykańskiego.
Złota medalistka mistrzostw NCAA.

## Osiągnięcia
| Rok  | Impreza                               | Miejsce        | Konkurencja                | Lokata     | Wynik  |
| ---- | ------------------------------------- | -------------- | -------------------------- | ---------- | ------ |
| 2016 | Młodzieżowe mistrzostwa NACAC         | San Salvador   | bieg na 100 m przez płotki | 1. miejsce | 12,78  |
| 2016 | Igrzyska olimpijskie                  | Rio de Janeiro | bieg na 100 m przez płotki | półfinał   | DQ     |
| 2021 | Igrzyska olimpijskie                  | Tokio          | bieg na 100 m przez płotki | 1. miejsce | 12,37  |
| 2022 | Mistrzostwa świata                    | Eugene         | bieg na 100 m przez płotki | 3. miejsce | 12,23w |
| 2023 | Igrzyska Ameryki Środkowej i Karaibów | San Salvador   | bieg na 100 m przez płotki | 1. miejsce | 12,61  |
| 2023 | Mistrzostwa świata                    | Budapeszt      | bieg na 100 m przez płotki | 2. miejsce | 12,44  |
| 2024 | Igrzyska olimpijskie                  | Paryż          | bieg na 100 m przez płotki | 3. miejsce | 12,36  |

## Rekordy życiowe
- bieg na 200 metrów – 22,27 (2022) / 22,21w (2018)
- bieg na 300 metrów – 36,12 (2020)
- bieg na 60 metrów przez płotki (hala) – 7,95 (2018) rekord Portoryko
- bieg na 100 metrów przez płotki – 12,26 (2021) rekord Portoryko, rekord olimpijski, 10. wynik w historii światowej lekkoatletyki / 12,17w (2023)